# St.-Mariae-Jakobi-Kirche

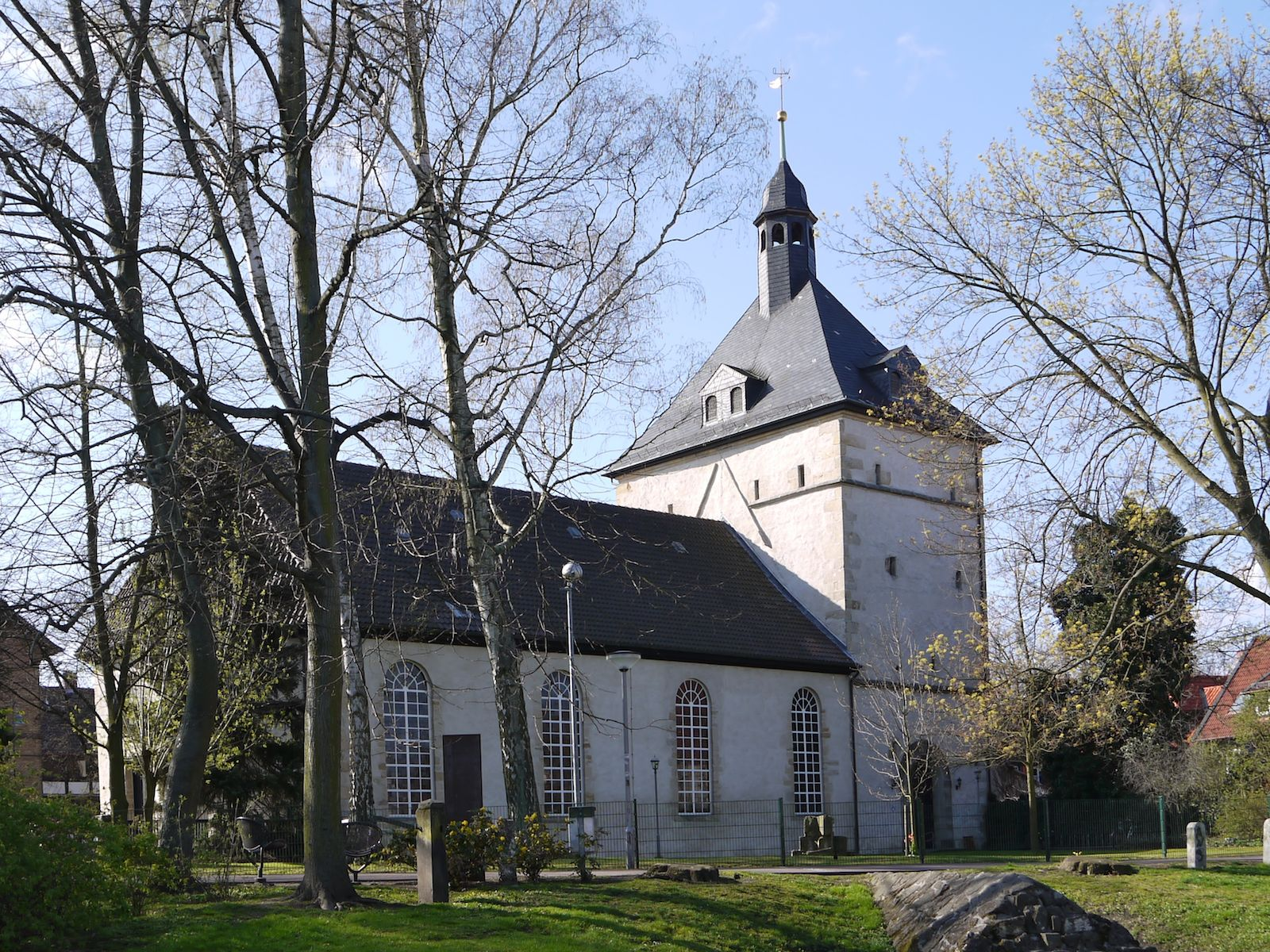
Kirche St.-Mariae-Jakobi, Ansicht von Norden

Die St.-Mariae-Jakobi-Kirche, auch Altstadtkirche genannt, ist eine evangelisch-lutherische Kirche im Zentrum von Salzgitter-Bad. Sie ist die älteste heute noch genutzte Kirche dieses Stadtteils der Stadt Salzgitter.

## Geschichte
Die erste schriftliche Erwähnung der Kirche findet sich in einem Schreiben des Bischofs Berthold II. von Hildesheim vom 28. Oktober 1488. Hierin bestätigt der Bischof der Kirche die Stiftung zweier Altäre durch die Familie des Cord von Schwicheldt – „Unserer Lieben Frauen“ (vor dem Altar aufgestellt) und „Sancte Jakobi“ (im Nordteil der Kirche). Die beiden Altäre sollten an die Vorgängerkirchen „St. Marien zum Solt to Gytere“ (am Bohlweg / Marienplatz gelegen) und „St. Jakobus zu Vöppstedt“ (Vöppstedter Kirche) erinnern, hieraus leitet sich auch der Name St. Mariae-Jakobi ab.
Das Kirchengebäude ist aber wahrscheinlich noch älter, denn Georg Tappe, der ab 1569 erster Superintendent der Kirche war, berichtete über den Bau der Kirche, dass diese im Jahre 1480 fertiggestellt wurde. Noch älter könnte der Turm der Kirche sein, der als Wehrturm einen Teil zum Schutz der sich östlich anschließenden Wallmauer bildete. Die Aussage Tappes wird durch mehrere Urkunden aus dem Jahre 1482 unterstrichen, in denen der „neu erbauten Kirche Unserer lieben Frauen“ u. a. zwei Höfe und eineinhalb Hufen Land in Gitter vererbt bzw. verkauft wurden.
Wegen der Baufälligkeit der Kirche richtete der Superintendent Philipp Saltzmann 1590 ein Bittgesuch an Herzog Heinrich Julius (1589–1613) von Braunschweig. In den Rechnungsbüchern des folgenden Jahres findet sich hierüber einige Angaben, so wurden z. B. Erhaltungsmaßnahmen an Dach und Wänden vorgenommen und die Inneneinrichtung wurde um mehrere Bänke ergänzt. Der Innenraum wurde 1667 neu ausgemalt, zwischen 1671 und 1674 wurden das Dach und der Schieferbehang des Turmes erneuert und 1679 wurde der Kirche ein neuer Altar gestiftet. 1707 mussten die Decke des Kirchenraumes und der Dachstuhl erneuert werden. Dabei wurde der Dachstuhl etwas niedriger gebaut und erhielt so die heutige Höhe, an der Ostseite des Turmes ist heute noch die alte Dachbegrenzung zu erkennen.

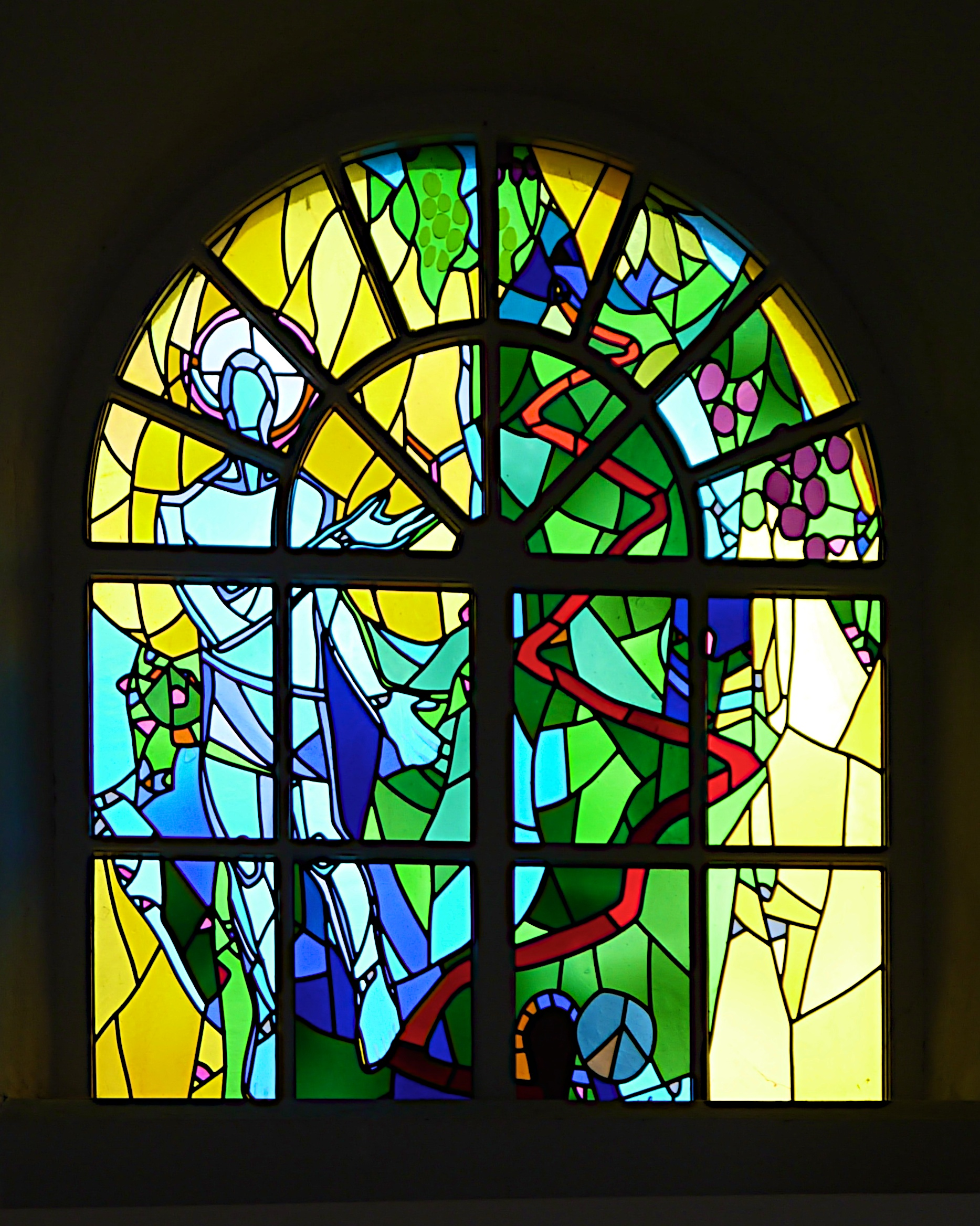
Glasfenster „Der Auferstandene“ von Adi Holzer

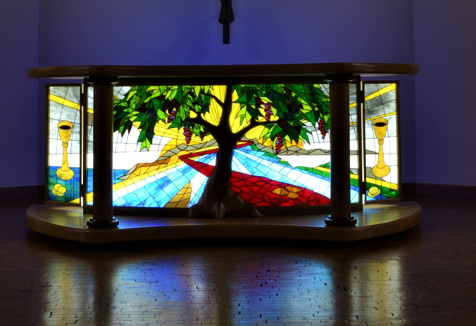
Altar, 2022 von Ekkehard Homann gestaltet

Seit 1817 finden sich in den Akten zur Kirche vermehrt Klagen über den desolaten Zustand des Gebäudes, die Arbeiten zur Beseitigung der Schäden wurden aber erst 1830 aufgenommen. Neben der Renovierung wurden auch umfangreiche Veränderungen vorgenommen, um den Innenraum der Kirche heller zu gestalten. Dazu gehörte, dass man in der Nordwand die bisherigen schmalen Schießscharten durch große Fenster ersetzte, die Fenster in der Südwand und das Fenster an der Ostwand des Chores wurden vergrößert und die beiden Eingänge der Südwand wurden neu gestaltet.
Im Jahre 1873 erhielt die Kirche ein Legat aus dem Nachlass der verstorbenen Frau Minna Jacobi. Diese Mittel wurden eingesetzt, um zum einen den Schutz der Kirche von Nässe zu verbessern. Zum anderen wurde an der Ostwand eine kleine Sakristei angebaut, die aber bei späteren Umbauten wieder abgerissen wurde, um Platz für einen zusätzlichen Eingang zu schaffen.
Anfang der 1960er Jahre wurde die Kirche dazu ausersehen, im Sinne eines veränderten Gottesdienst-Verständnisses umgebaut zu werden. Ziel war es, die Einheit der liturgischen Orte durch Zusammenfassung an zentraler Stelle zu unterstreichen. Bei der von 1963 bis 1967 dauernden Umgestaltung wurde die alte Ausstattung entfernt, die Emporen abgebaut und Altar, Kanzel, Lesepult und Taufbecken vor der Mitte der Nordwand aufgestellt. Der Bildhauer Siegfried Zimmermann schuf dazu ein neues bronzenes Kruzifix, ein Lesepult und das Kanzelrelief. Gegenüber diesem Bereich wurde parallel zur Südwand ein Bankblock aufgestellt, im rechten Winkel dazu im Westteil zwei Bankblöcke und ein weiterer etwas erhöht im ehemaligen östlichen Chorraum. Als 1966 der Wehrturm, der bis dahin der Stadt Salzgitter gehörte, in den Besitz der Kirche gelangte, wurde an der Nordseite des Turms ein neuer Zugang zur Kirche geschaffen und die Außenanlagen an der Nordseite wurden neu gestaltet.
Im Zusammenhang mit den Planungen zur 500-Jahr-Feier, die 1988 stattfanden, wurde beschlossen, die 20 Jahre zuvor gemachten Änderungen wieder rückgängig zu machen und zu einer traditionellen Einrichtung der Kirche zurückzukehren. Der Altar wurde wieder im östlichen Chorraum aufgestellt und die Bankblöcke wurden mit Blick nach Osten aufgestellt. Für das bronzene Kruzifix wurde hinter dem Altar eine Wand aufgestellt. Einzig die Kanzel verblieb wegen der größeren Nähe zu den Sitzbänken an ihrem Platz an der Nordwand. 
Im Jahr 2000 gestaltete Adi Holzer das Glasfenster Der Auferstandene über dem Altar in der Apsis der Kirche. Die Ausführung übernahm das Atelier Per Hebsgaard in Kopenhagen.
Im Jahre 2022 gestaltete Ekkehard Homann einen Altar bestehend aus einem Glasmosaik mit Opalescentglas, Stahl, Eichen- und Mahagoni-Holz, der thematisch an das Glasmosaikfenster von Adi Holzer anknüpft.

## Glocken
Die kleinste und älteste Glocke ist die St.-Barbara-Sturmglocke. Das Jahr der Fertigstellung ist nicht genau bekannt, sie stammt wohl aus der Anfangszeit der Kirche. Die Glocke ist etwa 1 m hoch und trägt folgende Inschrift: „M + CCCC + LXXXI + sevit . hostis . innocentes . perimens . atrocit . s(an)c(t)a – (Bar)bara + ananisapta + dei miserere + mei“. (lat.: 1481. Es wütet der Feind, Unschuldige grausam tötend. Heilige Barbara, ananisapta Gottes, erbarme dich meiner!). Nach Zobel steht ananisapta entweder für die Bezeichnung des Messias im Talmud als Anana Scheba oder es handelt sich um ein Notarikon, das wie folgt aufgelöst wird: „Antidoton Nazareni Aufardt Necem Intoxationes Sanctificet Alimenta Pocula Trinitas Alma“ (Übersetzung: Das Gegenmittel des Nazareners nehme hinweg den Tod der Vergiftung. Heiligen möge Speise und Trank die göttliche Dreifaltigkeit).
Die mittlere Glocke – die „Auferstehungsglocke“ – wurde am 1. Januar 1965 geweiht. Diese Glocke wiegt 25 Zentner und hat einen größten Durchmesser von 1290 mm. Die Inschrift auf der Glocke lautet „CHRISTUS spricht: ICH lebe, und ihr sollt auch leben! + Johannes 4,19“.
Von der größten der Glocken ist bekannt, dass diese 1752 in die jetzige Form umgegossen wurde, das Alter der ursprünglichen Glocke lässt sich aber nicht mehr ermitteln. Diese Glocke hat ein Gewicht von 55 Zentnern und einen größten Durchmesser von 1630 mm. Die Glocke trägt das Wappen der alten Salzstadt (Kopf mit zwei Salzhaken) sowie den Schriftzug „DIESE GLOCKE IST AUF KOSTEN DER BÜRGERSCHAFT UMGEGOSSEN WORDEN 1752“. Weiter sind auf ihr die damals wirkenden Pastoren Siegismund Julius Sander (Oberpfarrer, 1739–1780) und Johann Heinrich Feyerabend (Unterpfarrer 1747–1757) eingetragen. Die Glocke trägt die Inschrift „ICH RUFE JEDERMANN ZU / ZU SEINEM HEIL ZU HÖREN DAS EVANGELIUM, SO EURE HIRTEN LEHREN / MEIN ANGENEHMER THON BEKLAGT DEN DER TODT. UND HÜLFE SUCHE ICH BEY DER ENTSTANDENEN NOTH“.

## Orgel

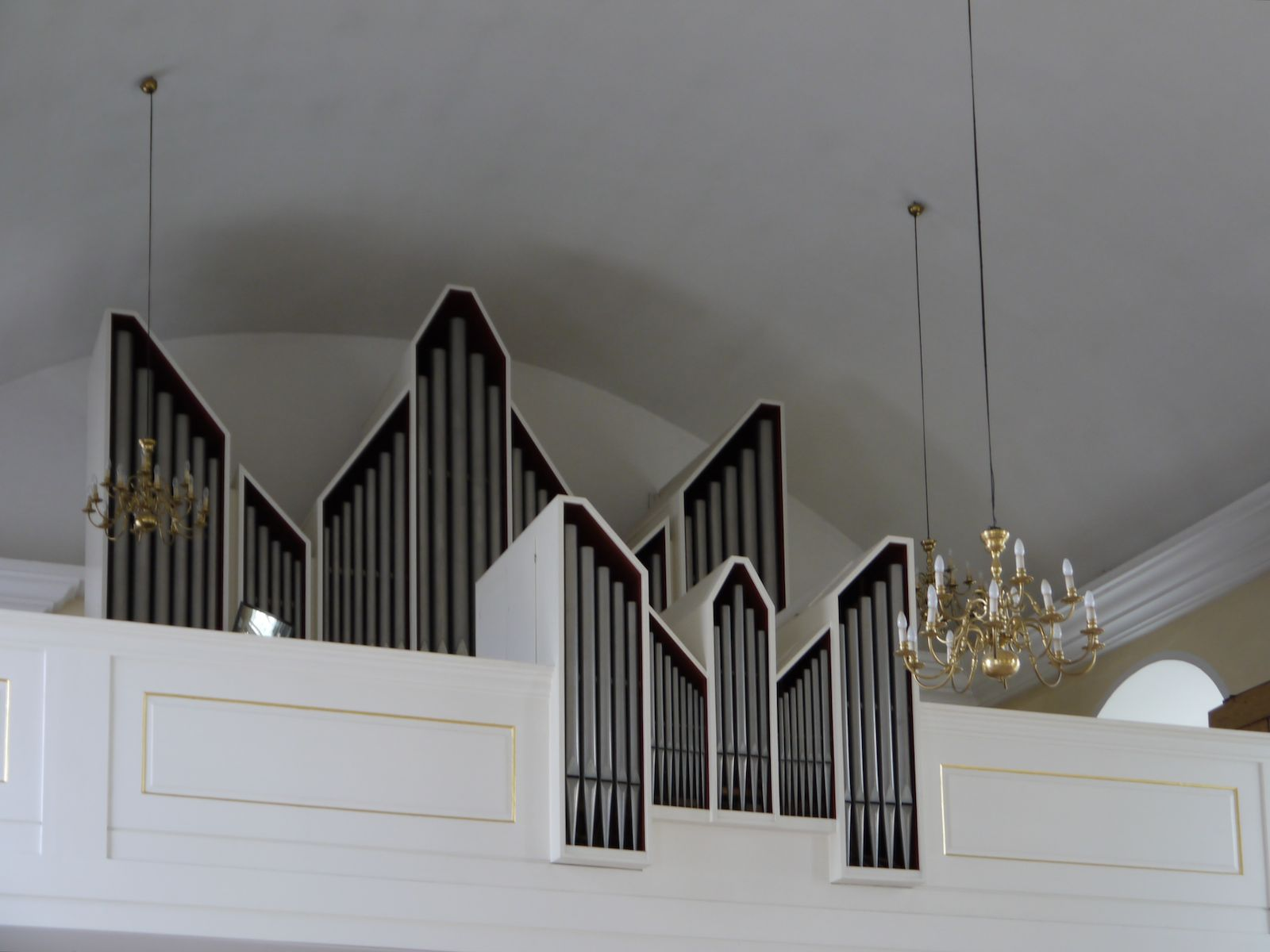
Orgel der Kirche St.-Mariae-Jakobi

Ein erster Hinweis auf eine Orgel der St.-Mariae-Jakobi-Kirche findet sich in einem Visitationsprotokoll von 1576, in dem von einem Johanes Sporelius berichtet wird, der „daselbst Organist, Schulmeister und Opfermann sei“. Der nächste Bericht ist von 1591, danach hatte der Orgelbauer Hans Thomas aus Braunschweig in diesem Jahr eine neue Orgel erstellt und geliefert. Weiter ist bekannt, dass am 3. Advent 1686 eine neue Orgel eingeweiht wurde, Einzelheiten hierzu wurden nicht genannt. Die nächste Orgel stammte von 1831, von ihr wurde berichtet, dass es sich um einen Neubau mit 32 Registern handelte. 1913 wurde von der Firma Furtwängler und Hammer ein pneumatisches Orgelwerk geliefert. Die jetzige Orgel wurde 1968 von der Firma Schmidt und Thiemann aus Hannover erbaut, die Disposition wurde vom Orgelsachverständigen Karl-Heinrich Büchsel zusammen mit dem Propsteikantor Karl Aust entworfen. Die Orgel verfügt über drei Werke mit 25 Registern, jedes Werk enthält Prinzipalstimmen, Zungenregister und Solostimmen.

## Kircheninventar
Das älteste Stück ist ein 18,5 cm hoher Abendmahlskelch, der wahrscheinlich um 1400 entstanden ist. Der Kelch hat nur ein geringes Fassungsvermögen und die Schale (Kuppa) des Kelches ist in Trichterform ausgeführt. Das geringe Volumen und die enge Trinköffnung erklären sich dadurch, dass in der damaligen Kirche nur der Priester den Wein des Abendmahls trinken durfte. Der zweite Kelch stammt aus dem Jahre 1697. Wie der erstgenannte besteht auch er aus vergoldetem Silber, hat eine breite, tulpenförmige Schale und ist 26,5 cm hoch. Dieser Kelch und die zugehörige Patene (Teller zur Aufbewahrung des Brotes beim Abendmahl) wurden in der Werkstatt des Braunschweiger Meisters Johann Wagner gefertigt.
Weiter gibt es eine silberne Oblatendose, 5,5 cm hoch und 10,5 cm im Durchmesser, die 1712 der Kirche geschenkt wurde. Stifter war Johann Conrad Bielstein, der damals Obersalzverwalter der Saline Salzliebenhalle und somit ein hoher Verwaltungsbeamter des Ortes war. Zum alten Bestand zählen auch zwei bronzene Altarleuchter aus der Zeit um 1600 und ein Kronleuchter aus Messing, der aus dem späten 18. Jahrhundert stammt.
Das Taufbecken und eine Taufkanne stammen aus dem Jahr 1865. Beides stammt wahrscheinlich aus der Werkstatt des August Martin, der 1838 in Salzgitter geboren wurde und der hier 1866 als „Kupferschmiedemeister“ erwähnt wird.

## Geschichte der Kirchengemeinde
Ende des 8. Jahrhunderts wurde unter Karl dem Großen die Missionierung des Sachsenlandes begonnen, in dessen Gebiet auch das alte Salzgitter lag. Ausgangspunkt für die Verbreitung der christlichen Lehre war das 744 gegründete Kloster zu Fulda. Nach der Gründung des Bistums Hildesheim im Jahre 815 durch Ludwig den Frommen gehörte Salzgitter zu dessen Einflussbereich. Der Mittelpunkt eines der insgesamt 41 Archidiakonate des Hochstifts lag im benachbarten Gitter, die Kirche dort war Mutterkirche für die Kirchen von Hohenrode, Kniestedt, Vepstedt und Salzgitter.
Gegen Ende des 15. Jahrhunderts begann der Aufstieg der Salzstadt Salzgitter und die Stadt wurde zu einem bedeutenden Salzlieferanten im Harzvorland. Dieser wachsenden Bedeutung trug der damalige Herzog Heinrich der Jüngere Rechnung und ließ den Sitz des Archidiakonats von Gitter nach Salzgitter verlegen. Der genaue Zeitpunkt ist nicht bekannt, aber als um 1530 der damalige Pfarrer Gerhard Krüger auf Weisung von Herzog Heinrich des Jüngeren seinen Wohnsitz in Salzgitter nehmen musste, war diese Wandlung bereits abgeschlossen.
Nach dem Sieg der Schmalkaldischen Truppen und der Vertreibung des Herzogs Heinrich des Jüngeren wurde im Jahr 1542 im Lande erstmals die Reformation eingeführt. Als der Herzog 1547 nach dem Sieg Karls des V. über die Schmalkaldischen Truppen wieder zurückkehren konnte war, ordnete er die Rückkehr zum katholischen Glauben an. Erst sein Sohn Herzogs Julius (1568–1589) führte 1568 die Reformation endgültig ein. Nach dem Vorbild von 1542 wurde das Fürstentum wieder in fünf Generalsuperintendenturen eingeteilt (Wolfenbüttel, Helmstedt, Gandersheim, Alfeld und Bockenem). Diese Kirchenbezirke waren weiter in Spezialsuperintendenturen unterteilt. Die Amts- und Gerichtsbezirke Liebenburg (in dem Salzgitter lag) und Lutter am Barenberge gehörten zur Spezialsuperintendentur Salzgitter/Salzliebenhalle, die wiederum im Gebiet der Generalsuperintendentur Gandersheim lag.
Die Gründung der Stadt Watenstedt-Salzgitter (seit 1951 Stadt Salzgitter) zum 1. April 1942 hatte auch Auswirkungen auf die Kirchengemeinden der Stadt. Mit Beschluss vom 1. Oktober 1942 wurde die Superintendentur Salzgitter aufgelöst und Salzgitters Kirchen, die bisher zur Hannoverschen Landeskirche gehörten, wurden Teil der Evangelisch-Lutherischen Landeskirche in Braunschweig. 1949 wurde die Propstei Salzgitter gegründet (seit 1964 Propstei Salzgitter-Bad), der die St.-Mariae-Jakobi-Kirche auch heute noch angehört.